# An-Nuwairi
Ahmad an-Nuwairī (arabisch شهاب الدين أحمد بن عبد الوهاب بن محمد النويري, DMG Šihāb ad-Dīn Aḥmad b. ʿAbd a-Wahhāb b. Muḥammad an-Nuwairī; * 1279 in Kairo; † 1333) war ein ägyptischer Historiker und Enzyklopädist der Mamelucken-Zeit in Ägypten. Er ist Verfasser der Enzyklopädie Nihāyat al-arab fī funūn al-adab.
Er schrieb auch eine Chronik von Syrien, welche die Eroberungen der Mongolen in Syrien schildert, und eine Geschichte der Almohaden Spaniens und Afrikas und die Eroberung der Stadt Marrakesch.